# Кара-Тарык
Кара-Тарык (кирг. Кара-Тарык) — село в Узгенском районе Ошской области Кыргызстана. Входит в состав Джалпак-Ташского аильного округа. Код СОАТЕ — 41706  255 813 08 0

## Население
По данным переписи 2023 года, в селе проживало 904 человек.